# COVID-19-Pandemie in Berlin

Tägliche Verbreitung zwischen 27. Februar und 22. März 2020 in Deutschland nach Landkreis und Stadtstaat. In Ostdeutschland ist Berlin als erstes betroffen.

Die COVID-19-Pandemie tritt in Berlin seit 2020 als Teil der weltweiten COVID-19-Pandemie und im Besonderen der COVID-19-Pandemie in Deutschland auf.
Ende Februar 2020 wurde die ITB abgesagt, am 1. März 2020 die erste Infektion bestätigt. Ab dem 11. März 2020 stufte die Weltgesundheitsorganisation (WHO) das Ausbruchsgeschehen als weltweite Pandemie ein. Am 17. März 2020 wurden die Schulen und Clubs geschlossen. Am 20. März 2020 gab es den ersten Todesfall. Am 23. März 2020 wurden, bis auf Lebensmittel- und einige andere Geschäfte, alle Geschäfte geschlossen. Einzelne Bezirke Berlins erließen zu Beginn teilweise Beschränkungen, bevor diese auf Landesebene beschlossen wurden.
In Folge starker Infektionsschutzmaßnahmen sanken im April und Mai 2020 die Infektionszahlen und blieben, auch nach Lockerung der Maßnahmen, bis in den August auf niedrigem Niveau. Ab Mitte September 2020 stiegen die Zahlen der Infizierten deutlich und überstiegen die Zahlen aus dem Frühjahr. Auch die Belegung der Krankenhäuser übertraf Ende Oktober 2020 die Zahlen aus dem April des gleichen Jahres. Am 2. November 2020 wurden infolgedessen Kontakte erneut stark beschränkt und Kultureinrichtungen, Gastronomie und andere Dienstleistungen geschlossen. Anders als im Frühjahr blieben Schulen geöffnet und auch alle Geschäfte konnten, außer von 23 bis 6 Uhr, geöffnet bleiben.
Nachdem die Zahlen der Infizierten weiter hoch blieben und die Zahl der im Krankenhaus Behandelten weiter stieg, wurden am 14. Dezember 2020 weitere Beschränkungen beschlossen, die zwei Tage später in Kraft traten. Damit wurden die meisten Geschäfte und Bildungseinrichtungen geschlossen. Zudem wurde das Betreten der Öffentlichkeit auf eine Liste von Gründen beschränkt. Vom 22. Oktober 2020 bis 15. Dezember 2020 hatte Berlin unter allen deutschen Bundesländern die höchste kumulierte Anzahl von Infizierten je 100.000 Einwohner; vorher war dies Bayern, danach Sachsen.

## Verlauf

### 2020
Am 1. März 2020 gab es die erste bestätigte Infektion.
Der dritte nachgewiesene Fall betraf eine Lehrkraft an der Emanuel-Lasker-Oberschule, die mit zwei Gruppen aus 74 Schülerinnen und Schülern sowie sechs Lehrkräften auf Klassenfahrt in Südtirol war und nach der Rückkehr Krankheitssymptome entwickelte.
Am 5. März stieg die Fallzahl auf 13.
Am 9. März infizierten sich 60 von 80 Personen eines Chors bei einer Chorprobe:
Am 21. März stieg die Fallzahl um 157 auf 1.025 und lag damit erstmals über tausend.
Am 24. März wurden zwei Infektionen unter Mitgliedern des Berliner Abgeordnetenhauses bekannt.
Am 27. März stieg die Fallzahl um 215 auf 2152.
Ende März hält der Reinickendorfer Amtsarzt Patrick Larscheid die offiziellen Zahlen für unterschätzt, da die Testkapazität in Berlin auf 2000 pro Tag beschränkt sei.
Insgesamt entwickelten sich die Zahlen in Berlin im März und im April entlang dem bundesweiten Trend. Auch im Mai 2020 folgten die Zahlen anfänglich noch der Gesamtentwicklung in Deutschland. In der dritten Maiwoche erreichte die 7-Tage-Inzidenz, also die Zahl der wöchentlichen Neuinfektionen pro 100.000 Einwohner einen Tiefststand von 4.0, um danach bis Mitte Juni auf mehr, als das Doppelte anzuwachsen.
Am 27. August gab es in Berlin ca. 11.000 erkannte Infektionen. 10.000 Personen galten als genesen.
Am 20. September gab es bereits 13.000 Infektionen und Inzidenzen, wie sie zuletzt im April beobachtbar waren.
Am 2. Oktober meldete das RKI für ganz Berlin insgesamt 15.000 bekannte Infektionen bei einer Inzidenz von 15,9.
Am 4. Oktober 2020 hatte Berlin mit 36,7 eine Inzidenz, die der Hochphase der ersten Welle entsprach. Es war zu dem Zeitpunkt die höchste aller Länder.
Am 8. Oktober überschritt Berlin die Schwelle von 50 Infektionen je 100.000 EW.
Am 12. Oktober lag die Inzidenz laut RKI bereits bei über 60. Es waren über 18.000 Infektionen bekannt.
Am 13. Oktober meldete die Morgenpost für den aktuellen Tag bereits eine Inzidenz von über 70. In Neukölln gab es über 170 neue Fälle.
Am 17. Oktober hatten Berlin und Bremen eine Inzidenz von 78, was der Höchstwert in Deutschland war.
Am 18. Oktober lag Berlin als einziges Bundesland über 80.
Am 22. Oktober zeigte Berlin eine Inzidenz von über 100, am Folgetag 105.
Am 25. Oktober erreichte Berlin eine Inzidenz von 120. Der Anteil der Toten an den Infizierten lag in Berlin bei nur 1,1 % – dem niedrigsten Wert aller Länder, was darauf schließen lässt, dass in Berlin die relativ meisten Infektionen erkannt werden.
Am 16. November erreichte die Zahl der im Krankenhaus Behandelten mit COVID-19 erstmals den Wert von 1.000.
Am 15. Dezember wurden 53 Tote durch das Virus gemeldet.
Am 20. Dezember wurde der 1.000ste Tote in Berlin gemeldet.

### 2021
Am 23. Januar gab es den 2.000sten Toten in Berlin.
Am 16. Februar gab es 125.000 Infektionen.
Am 24. März wurde die Marke von 3.000 Toten überschritten.
Am 8. April gab es 150.000 Infektionen.

## Statistik

### Bestätigte Infektionen
Bestätigte Infektionen (kumuliert) in Berlin
(nach Daten des RKI aus COVID-19-Pandemie in Deutschland)
Bestätigte Infektionen (neue Fälle) in Berlin
(nach Daten des RKI aus COVID-19-Pandemie in Deutschland)
Bestätigte Infektionen (7-Tage-Inzidenz) in Berlin
(nach Daten des RKI aus COVID-19-Pandemie in Deutschland)
Anmerkungen
1. 1 2 3  Vor dem 2. März gab es in Berlin keine bestätigten COVID-19-Infizierten
2. 1 2 3  Hier sind Fälle aufgelistet, die dem RKI über den Meldeweg oder offizielle Quellen mitgeteilt wurden. Da es sich um eine sehr dynamische Situation handelt, kann es zu Abweichungen bzw. zeitlichen Verzögerungen zwischen den RKI-Fällen und Angaben anderer Stellen, etwa der betroffenen Bundesländer oder der Weltgesundheitsorganisation (WHO), kommen.

### Todesfälle
Am 20. März gab es den ersten Todesfall, es handelte sich um einen 95-Jährigen mit schweren Grunderkrankungen. Am 23. März gab es den zweiten Todesfall, am 24. März den dritten.
Am 28. März starb in der Charité Jörn Kubicki, geboren 1965, vorerkrankt mit COPD, Ehemann des ehemaligen Regierenden Bürgermeisters Klaus Wowereit.
Am 2. Mai 2020 war die Altersverteilung der insgesamt 154 Verstorbenen folgendermaßen: Zwei der Verstorbenen waren 40 bis 49 Jahre alt, neun 50 bis 59 Jahre alt, 17 waren 60 bis 69 Jahre alt, 36 waren 70 bis 79 Jahre alt und 90 waren 80 Jahre und älter. Der Altersmedian der Verstorbenen lag bei 81,5 Jahren.
Am 6. November meldete RBB24 mit 15 „Corona-Tote[n]“ an einem Tag einen neuen Höchststand für Berlin.
Bestätigte Todesfälle (kumuliert) in Berlin
(nach Daten des RKI aus COVID-19-Pandemie in Deutschland)
Bestätigte Todesfälle (täglich) in Berlin
(nach Daten des RKI aus COVID-19-Pandemie in Deutschland)

## Medizinische Versorgung

### Schnellteststellen
Seit dem 8. März 2021 können sich alle Menschen kostenlos an Schnellteststellen des Senats testen lassen. Hierfür gibt es 16 Teststellen des Senats, die täglich von 9-17 Uhr geöffnet haben, bei den meisten ist eine Anmeldung nötig, an vier der Standorte nicht. Am 15. März waren über 100 Stellen auf der offiziellen Plattform registriert, neben den direkt im Auftrag des Senats betriebenen Stellen sind dies auch etwa Apotheken, Arztpraxen oder private Teststellen.

### Anlaufstellen für SARS-CoV-2-Verdachtsfälle im Frühjahr 2020
Die erste Anlaufstelle für COVID-19-Fälle befand sich am Charité-Standort Virchow in Wedding. Am 3. März 2020 hatten sich dort rund 100 Personen testen lassen.

### Corona-Behandlungszentrum Jafféstraße
Auf dem Messegelände in Halle 26 wurde ein „Notfallkrankenhaus“ mit 500 Betten für COVID-19-Patienten eingerichtet, das auf bis zu 1000 Betten ausgebaut werden konnte. Es wurde am 30. April 2020 fertiggestellt. Der Bau wurde von Ex-THW-Chef und Ex-Landesbranddirektor Albrecht Broemme geleitet.
Für den Betrieb wurde mit einem Bedarf von 600 bis 800 Mitarbeitern gerechnet.
Das Behandlungszentrum wurde während der Pandemie nicht benötigt.

### Drive-in-Tests
Der Verein Pro Polizei e. V. forderte bereits im März 2020 Drive-in-Tests für u. a. Polizei, Ärzte, medizinisches Personal und Feuerwehr.

### Schutzausrüstung
Mitte März gab es Engpässe bei der Schutzausrüstung.

### Personalausfälle
Stand 26. März 2020 sind dutzende Mediziner in Quarantäne.

### Patientenverlegungen nach Berlin
Am 28. März 2020 wurde bekannt, dass sechs Patienten per Flugzeug von der Uniklinik Straßburg zur Charité gebracht wurden, um sie intensivmedizinisch zu behandeln – Kapazitäten an der Charité seien vorhanden. Auch im Mai waren wegen der Verlegung von Operationen viele Kapazitäten in Berliner Krankenhäusern noch frei.

### Quote freier Intensivbetten
Mitte Oktober hatte Berlin die niedrigste Quote freier Intensivbetten als Anteil an allen Intensivbetten, kurzzeitig fiel der Wert unter 10 %.

### Impfzentren
In Berlin sollen sechs Impfzentren eingerichtet werden.

## Änderungen im Bereich der Justiz
In Berlin wurde im Verlauf des März der Vollzug von Ersatzfreiheitsstrafen ausgesetzt und diese Häftlinge nach und nach entlassen, um die Ansteckungsgefahr zu reduzieren und die medizinischen Ressourcen im Justizvollzug zu konzentrieren.
Am 17. März ordnete die Präsidentin des Verwaltungsgerichts Berlin, Erna Viktoria Xalter, für das Verwaltungsgericht die Pandemiestufe 1 an. Im Gericht anwesend sei nur noch ein Richter für jede Kammer, die übrigen arbeiteten im Homeoffice.
Am 17. März wird per Pressemitteilung mitgeteilt, dass die Vollstreckung von rechtskräftig verhängten Freiheitsstrafen von weniger als drei Jahren bis zum 15. Juli 2020 aufgeschoben wird. Dies gilt für verurteilte Personen, die sich zu diesem Zeitpunkt auf freiem Fuß befanden.
Laut T-Online gilt dies ab dem 20. März.
Am 24. März wurde mitgeteilt, dass auf Vollstreckungen von Wohnungsräumungen und Zählersperren „weitgehend“ verzichtet wird.
Am 26. März entschied das Landgericht Berlin in einer Wohnraummietsache, dass die gerichtliche Räumungsfrist wegen der Corona-Pandemie bis Ende Juni verlängert werden muss.
Das Amtsgericht Tiergarten kehrte am 20. April zum Regelbetrieb zurück. Das Landgericht Berlin verlängerte seinen Notbetrieb dagegen bis zum 30. April.
Ende Juni verkündete Justizsenator Dirk Behrendt einen coronabedingten Gnadenerweis: Betroffene mit Geldstrafen bis zu 40 Tagessätzen und Verurteilte, die älter als 60 Jahre alt sind, sowie Menschen, die von maximal 90 Tagessätzen bereits die Hälfte abgegolten haben, müssen nicht mehr in Haft. Zu Freiheitsstrafen verurteilte Personen, bei denen im März die Vollstreckung ausgesetzt worden war, müssen dagegen demnächst ihre Strafen antreten.
Für den Zeitraum vom 3. November 2020 bis zum 4. Januar 2021 werden keine zu Ersatzfreiheitsstrafen verurteilten Personen in Berliner Justizvollzugsanstalten aufgenommen, um eine Einschleppung des Virus zu vermeiden.

## Schließung und Wiedereröffnung von Einrichtungen

### Clubs

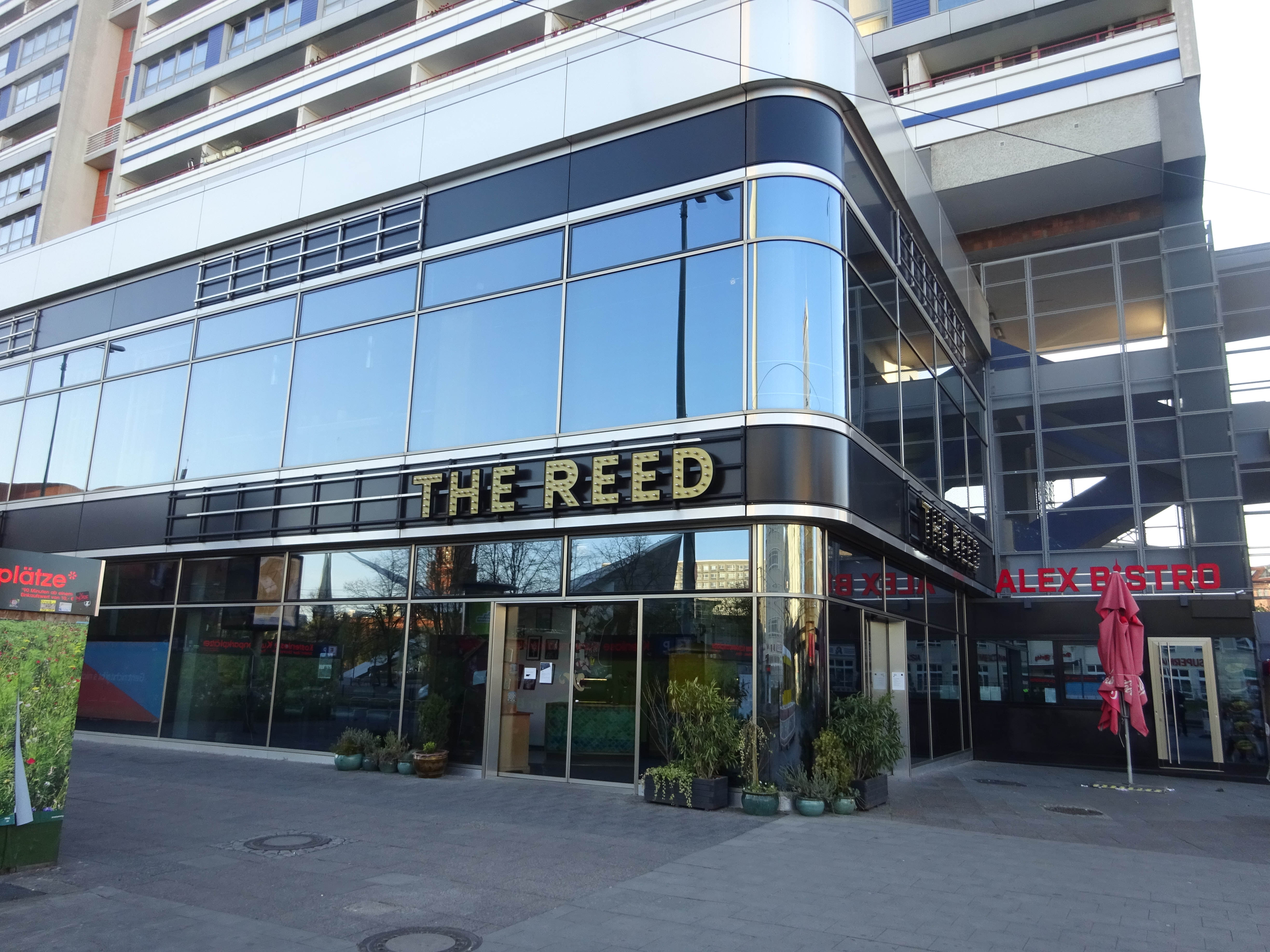
Front das Clubs The Reed am 15. April 2020

Am 9. März bestätigte die Gesundheitsverwaltung, dass bei 17 Personen, die am 29. Februar in dem Club Trompete am Lützowplatz in Berlin-Tiergarten im Bezirk Mitte gefeiert hatten, das Coronavirus nachgewiesen wurde. Neun der bis 10. März Dienstagmittag bekannten 48 Berliner „Covid-19-Erkrankten“ hatten am 27. Februar im Berliner Club The Reed nahe dem Alexanderplatz gefeiert. Der Bezirksbürgermeister von Mitte, Stephan von Dassel (Grüne), ordnet am 10. März 2020 keine Clubschließung an, sondern teilt mit, es bräuchte ein abgestimmtes Vorgehen aller Bezirke.
Am 11. März fordern Berliner Amtsärzte in einem Schreiben an Gesundheitssenatorin Dilek Kalayci (SPD), sämtliche Sport- und Kulturveranstaltungen ab sofort nicht mehr stattfinden zu lassen.
Clubs, Bars und Kneipen mussten am 14. März schließen.
Am 15. März teilte die Gesundheitsverwaltung von Friedrichshain-Kreuzberg mit, dass am 6./7. März eine Person für 17h im Club Kater Blau in Friedrichshain gefeiert hat. Der Klub wurde später als Infektionsquelle identifiziert.

### Einrichtungen der Versorgung für Ärmere
Am 16. März schlossen die Berliner Tafeln ihre Ausgabestellen. Seitdem werden die Spenden direkt zu den Wohnungen der Bedürftigen gebracht.

### Gastronomiebetriebe
„Gaststätten mit Tischbetrieb“ mussten ab dem 22. März schließen und durften nur noch Speisen und Getränke zur Lieferung oder Abholung anbieten.
Am 7. Mai beschloss der Senat die Wiedereröffnung von Restaurants und Gaststätten ab dem 15. Mai. Die Öffnungszeiten waren dabei zunächst auf 6 bis 22 Uhr begrenzt. Reine Schankwirtschaften durften am 2. Juni wieder öffnen. Seit diesem Datum durften Restaurants und Kneipen bis 23 Uhr öffnen. Am 9. Juni wurde diese Sperrstunde aufgehoben, nachdem ein Senatsvertreter in einem Prozess vor dem Oberverwaltungsgericht eine entsprechende Erklärung abgegeben hatte.
Am 10. Oktober 2020 wurde erneut eine Sperrstunde um 23 Uhr eingeführt. Diese gilt auch für Supermärkte und Spätverkaufsstellen.
Am 16. Oktober 2020 gab das Verwaltungsgericht Berlin dem Eilantrag von elf Gastronomen gegen die Sperrstunden statt. Während die Sperrstunden allgemein in Kraft bleiben, wurden diese nun für die klagenden Gastronomen ausgesetzt. Der Senat kündigte an, gegen das Urteil vor dem Oberverwaltungsgericht Berlin-Brandenburg in Berufung zu gehen.
Ende Oktober wurde die erneute Schließung von Restaurants und Gaststätten für den Zeitraum vom 2. bis zum 30. November 2020 angeordnet. Dagegen wurden zahlreiche Eilanträge beim Berliner Verwaltungsgericht eingereicht.

### Veranstaltungen
Am 28. Februar wurde die vom 4. bis 8. März 2020 geplante 54. Auflage der Internationale Tourismus-Börse Berlin (ITB) wegen des Coronavirus abgesagt. Anschließend empfahl Bundesgesundheitsminister Spahn am 8. März 2020, bundesweit alle Veranstaltungen mit mehr als 1.000 Personen abzusagen. Der Senat Berlin folgte dieser Empfehlung und beschloss am 11. März 2020, dass alle Veranstaltungen mit mehr als 1.000 Personen fortan untersagt sind. Die Regelung sollte zunächst bis zum Ende der Osterferien am 19. April 2020 gelten. Bereits am 17. März wurde die Vorschrift jedoch geändert. Seitdem waren alle öffentlichen und privaten Veranstaltungen mit mehr als 50 Teilnehmern verboten. Bei Veranstaltungen mit weniger Gästen mussten die Veranstalter eine Anwesenheitsliste anlegen, um die Kontaktnachverfolgung sicherzustellen. Am 22. März wurden Veranstaltungen und Versammlungen bis auf wenige Ausnahmen verboten. Erste Lockerungen dieser Maßnahme wurde mit der Vierten Verordnung zur Änderung der SARS-CoV-2-Eindämmungsmaßnahmenverordnung vom 21. April 2020 beschlossen. Private Veranstaltungen aus familiärem Anlass wie Hochzeits- und Trauerfeiern wurden am 28. April mit bis zu 20 Teilnehmern wieder erlaubt. Später wurde die Teilnehmerzahl mit Verordnung vom 28. Mai 2020 auf 50 erhöht. Zeitgleich wurde beschlossen, dass sonstige Veranstaltungen und Zusammenkünfte im Innenraum ab dem 2. Juni 2020 mit bis zu 150 Personen und ab dem 30. Juni 2020 mit bis zu 300 Personen bzw. unter freiem Himmel ab dem 2. Juni 2020 mit bis zu 200 Personen, ab dem 16. Juni 2020 mit bis zu 500 Personen und ab dem 30. Juni 2020 mit bis zu 1.000 Personen wieder stattfinden dürfen. Großveranstaltungen mit über 1.000 Teilnehmern wurden bis 31. August 2020 verboten, solche mit über 5.000 Anwesenden bis 24. Oktober 2020.

### Schulen
Anfang März schloss die erste öffentliche Schule, die Emanuel-Lasker-Oberschule in Friedrichshain Am 12. März waren acht Schulen geschlossen.
Die Mehrheit der Bundesländer schloss alle Schulen zum 16. März, einem Montag, somit war dort der letzte Schultag der 13. März. In Berlin erfolgte die generelle Schließung erst zum 17. März, der letzte Schultag war somit der 16. März.
Am 27. April begann der Unterricht in den Schulen wieder – zunächst jedoch auf die Schüler der 10. Klassen beschränkt.
Außerdem begann am 4. Mai 2020 der Unterricht für die 6. Klassen wieder. Bis 24. Mai 2020 sollen auch wieder die Klassen 1–4 in die Schulen kommen, allerdings mit weniger Unterricht pro Woche.
Am 10. August, zum Beginn des neuen Schuljahres, wurde der vollständige Präsenzunterricht wieder aufgenommen. Außerhalb des Unterrichts wurde eine Maskenpflicht verordnet. Bereits in der ersten Woche gab es an mindestens acht Schulen Infektionen.

### Kitas
Stand 13. März waren zwei Kitas geschlossen, die Kita „Pappelalle 40“ in Prenzlauer Berg und die Kita „Waldräuber Reinickendorf“.
Am 17. März schlossen alle Kitas.

### Spielplätze
Entgegen der Empfehlung der Bundesregierung vom 16. März beschloss der Senat am 17. März keine Schließung der Spielplätze. Unterstützt wurde die Offenhaltung von Gesundheitssenatorin Dilek Kalayci (SPD) mit dem Hinweis, es gebe bereits „so viele Verbotsregelungen“, von Kultursenator Klaus Lederer (Die Linke) mit dem Satz, „weil in der Großstadt nicht jedes Haus einen Garten hat und Kinder in kleinen Wohnungen nach Wochen einfach krank werden.“ Ramona Pop meinte, „wir brauchen auch eine Balance.“ und es sei gesund an die frische Luft zu gehen. Anna Lehmann von der TAZ forderte in einem Kommentar am 17. März: „Lasst sie offen!“
Laut Frank Bewig, Gesundheitsstadtrat von Spandau, waren die Spielplätze teilweise überfüllt. Die Schließungen der Spielplätze erfolgten dann auf Bezirksebene.
- 19. März: Mitte (Pressemitteilung vom 17. März 2020[78]), Marzahn-Hellersdorf (Pressemitteilung und Allgemeinverfügung vom 18. März 2020[79]), Reinickendorf (Pressemitteilung und Allgemeinverfügung 18. März 2020[80]) und Spandau (Pressemitteilung vom 18. März 2020[81]) haben die sofortige Schließung beschlossen, gefolgt von Steglitz-Zehlendorf (Pressemitteilung vom 18. März 2020[82]).
- 20. März: Friedrichshain-Kreuzberg, Lichtenberg und Tempelhof-Schöneberg folgten mit der Schließung nach.
- 21. März: Pankow, Charlottenburg-Wilmersdorf, Neukölln und Treptow-Köpenick verfügten ebenfalls die Schließung.

Am 23. April wurde die Wiedereröffnung der Spielplätze zum 30. April bekanntgegeben.

### Einzelhandel
Am 18. März mussten alle Einzelhandelsbetriebe schließen, die nicht einer der folgenden Branchen angehören: „Lebensmittel und Getränke einschließlich Spätverkaufsstellen, Abhol- und Lieferdienste, Wochenmärkte mit Beschränkung auf die für den Einzelhandel in dieser Verordnung zugelassenen Sortimente, Apotheken, Einrichtungen mit Sanitätsbedarf sowie zum Erwerb von Hör- und Sehhilfen, Drogerien, Tankstellen, Waschsalons, der Zeitungsverkauf und Buchhandel, Einzelhandel für Bau-, Gartenbau- und Tierbedarf, Fahrradgeschäfte, Handwerk und Handwerkerbedarf“. Die geöffneten Betriebe müssen Hygienemaßnahmen ergreifen.
Wegen Nichteinhaltung der Abstandsregeln aufgrund Überfüllung übernahm die Polizei die Eingangskontrolle an einem Supermarkt in Charlottenburg, etwas später schloss der Markt.
Am 28. März rief der Einzelhandel Berlin-Brandenburg Supermarktkunden zum Tragen von Mundschutz auf.
Seit dem 22. April dürfen Einzelhandelsgeschäfte bis zu einer Größe von 800 Quadratmetern wieder öffnen.
Zum 9. Mai entfiel die Beschränkung auf 800 Quadratmeter.

## Verkehrswesen

### Flugverkehr
Am Flughafen Berlin-Tegel wurde das Nachtflugverbot gelockert, um die Rückkehr von Passagieren und den Frachttransport zu erleichtern.
Bis 19. März war der Verkehr in Tegel und Schönefeld auf 25 % gesunken.
Am 23. März wurde gemeldet, dass der Flugverkehr in Berlin-Tegel auf 10 % gesunken ist. Rainer Bretschneider, Aufsichtsratschef der Flughafen Berlin Brandenburg GmbH, schloss eine Schließung eines der beiden Berliner Flughäfen nicht aus. Daniel Buchholz forderte eine sofortige Schließung.
Bis 25. März sank der Verkehr an den beiden Flughäfen auf 3500 Passagiere, weniger als 5 %.
Die Gesellschafterversammlung der Flughafen Berlin Brandenburg GmbH beschloss am 20. Mai, dass der Flughafen Tegel am 15. Juni schließen kann. Am 3. Juni wurde diese Entscheidung jedoch zurückgenommen.

### Öffentlicher Nahverkehr
Am 3. März teilte die Sprecherin der Berliner Verkehrsbetriebe (BVG) Petra Nelken mit, dass es bei der BVG derzeit keine Maßnahmen gegen das Coronavirus gibt und diese nichts bringen würden.
Seit dem 12. März fahren die BVG-Busse mit Flatterband rund um den Fahrer, der Einstieg läuft nur noch an den hinteren Türen.
Das Öffnen der S-Bahntüren erfolgt teilweise automatisch, um die Betätigung der Taster zu reduzieren. Dies funktioniert jedoch nicht an allen Stationen und mit allen Baureihen.
Seit 18. März wird der Bus- und Trambetrieb reduziert angeboten, am 19. März reduzierte die S-Bahn Berlin ihr Angebot geringfügig. Seit 23. März fährt die U-Bahn Berlin nur noch im 10-Minutentakt. Der Betrieb der U 55 wurde eingestellt.
Ab 24. März sollen wegen teilweise starker Füllung, insbesondere in der U5 und U6, Sonderzüge den Takt verstärken.
Seit Montag, 20. April, fahren die U-Bahnlinien U2, U5 und U7 wieder nach dem Regelfahrplan. Es wurde angekündigt, dass ab dem 4. Mai alle Busse, Straßenbahnen und U-Bahnen wieder nach dem regulären Fahrplan verkehren sollen. Davon ausgenommen ist die U 55, die bis zur Verlängerung der U 5 zum Hauptbahnhof, die für Ende 2020 erwartet wird, nicht mehr verkehrt.

### Radverkehr

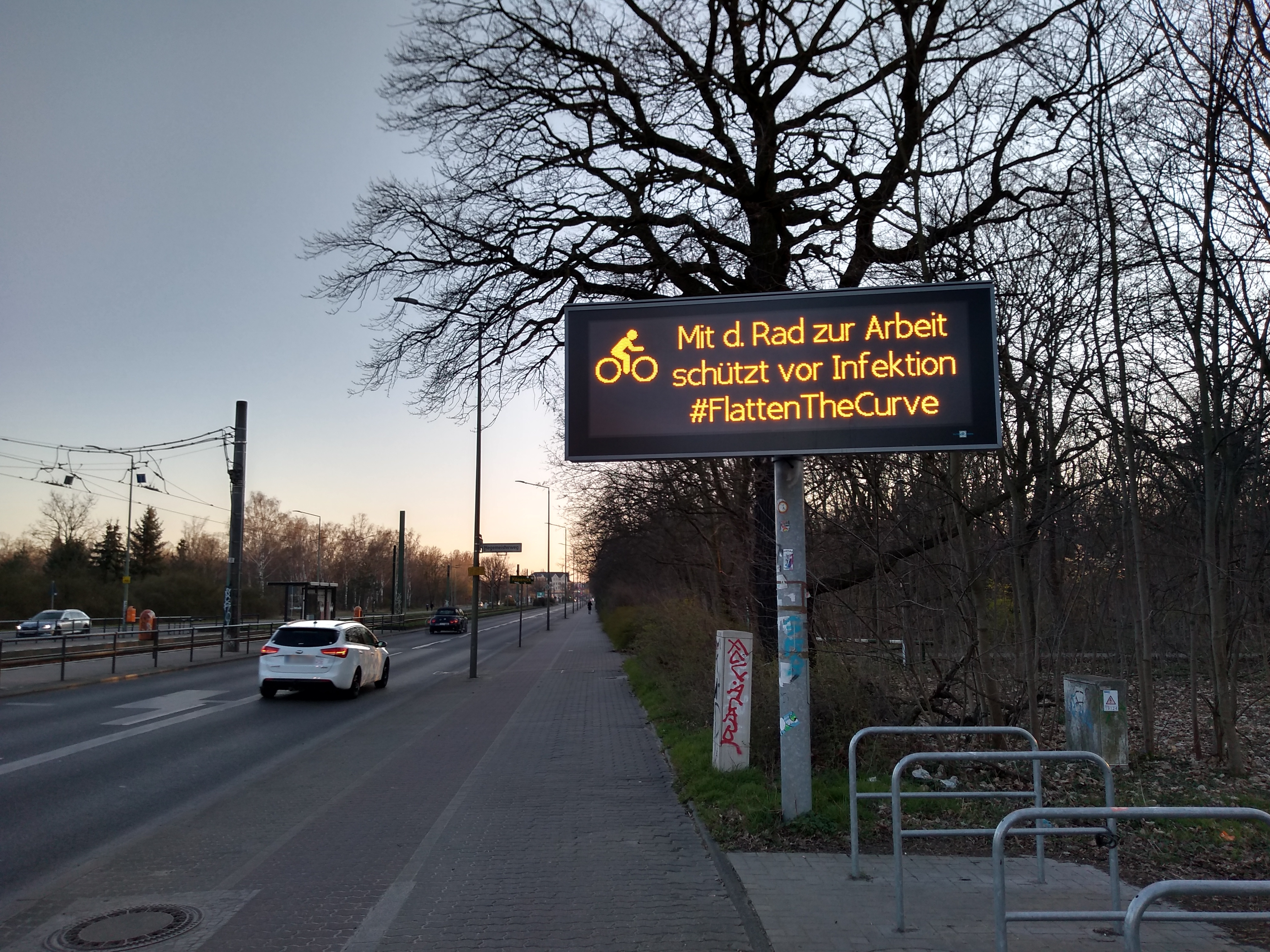
Anzeigetafel Ende März 2020 in Lichtenberg „Mit d. Rad zur Arbeit schützt vor Infektion #FlattenTheCurve“

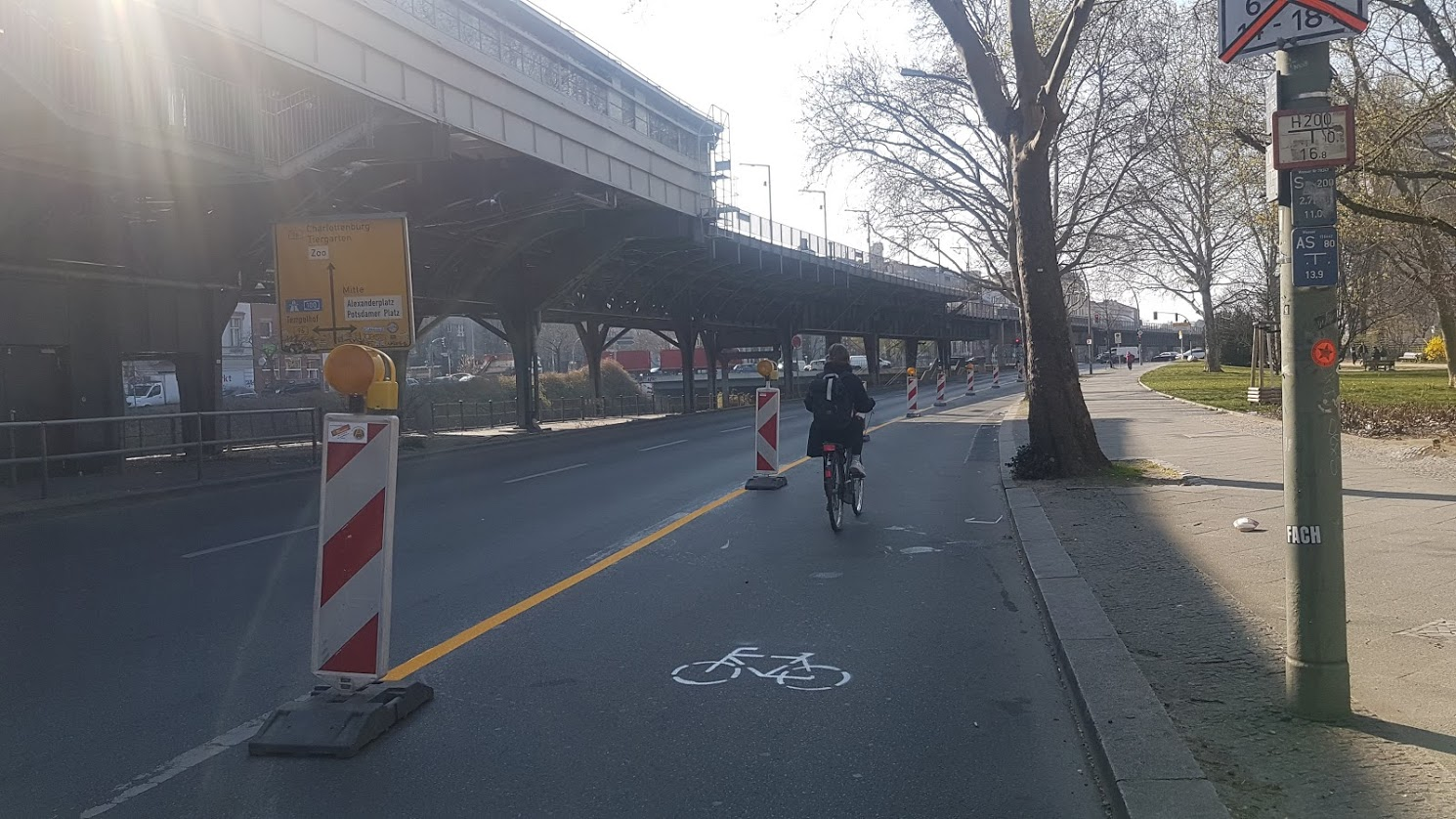
Provisorischer Radweg Ende März 2020 am Halleschen Ufer

Nach dreitägiger Planung durch die Berliner Senatsverwaltung und das Bezirksamt von Friedrichshain-Kreuzberg wurde am 25. März am Halleschen Ufer zwischen dem Halleschen Tor und der Köthener Straße, wo bisher keine Radspur existierte, als Pilotprojekt eine der drei Fahrspuren mit gelben Markierungen, Baustellenbaken und Fahrradpiktogrammen als Pop-up-Radweg umgewidmet – eine Idee, die in der Woche zuvor in der kolumbianischen Hauptstadt Bogotá umgesetzt worden war. Ebenfalls wurde in der Zossener Straße eine Fläche an der Gitschiner Straße für den Radverkehr vergrößert. Diese bis zum Ende der Pandemie-Situation befristeten Maßnahmen seien „durch das kurzfristig neu sortierte Verkehrsaufkommen“ notwendig. Sie sollen den Radverkehr als vergleichsweise risikoarme Fortbewegung hinsichtlich einer Ansteckungsgefahr mit dem Coronavirus fördern sowie einen größeren Sicherheitsabstand zwischen einzelnen Radfahrenden ermöglichen. Über die Einrichtung weiterer derartiger Fahrradwege würde „nach einer extrem kurzen Phase der Evaluierung“ entschieden werden. In anderen Bezirken wurde ebenfalls über die Einrichtung derartiger Fahrradwege nachgedacht.

## Kultureinrichtungen
In einer Pressemitteilung vom 12. März teilt der Senator für Kultur und Europa, Klaus Lederer mit, dass die staatlichen Theater, Opern und Konzerthäuser ihren Spielbetrieb vor Publikum ab dem 13. März einstellen. Auch die Landesmuseen, Gedenkstätten und Galerien in Trägerschaft der Kulturverwaltung des Landes Berlin und die Zentral- und Landesbibliothek (ZLB) würden ab 13. oder 14. März den Besucherverkehr in geschlossenen Räumen einstellen.
Die Staatsoper Unter den Linden und die Berliner Philharmoniker verstärken ihr digitales Angebot.

## Verordnungen des Berliner Senats
Der Berliner Senat hat am 14. März 2020 die Verordnung über Maßnahmen zur Eindämmung der Ausbreitung des neuartigen Coronavirus SARS-CoV-2 in Berlin(GVBl 76. Jahrgang Nr. 10) erlassen, diese Verordnung wurde mehrfach überarbeitet und durch Folgeverordnungen ersetzt.
Am 16. Dezember 2020 trat die SARS-CoV-2-Infektionsschutzmaßnahmenverordnung in Kraft und ersetzte die SARS-CoV-2-Infektionsschutzverordnung.
Die Verordnung, die umfangreiche Schließungen von Geschäften und Bildungseinrichtungen, ein generelles Versammlungsverbot an Silvester und Neujahr sowie ein Verbot von Privaten Treffen von mehr als 5 Personen vorsieht soll zum 10. Januar 2021 auslaufen.
Die bisherigen Vorgaben zu umfangreichen Kontaktbeschränkungen und Schließungen von Gastronomie, Kultureinrichtungen, Unterkünften für touristische Reisen und anderen Dienstleistungen, sowie eine Maskenpflicht auch vor Geschäften und die maximal zulässige Zahl an Personen in Geschäften wurden, teilweise angepasst, übernommen.

### Liste der Verordnungen
Der Zeitliche Verlauf der Änderungsverordnungen ist im Artikel SARS-CoV-2-Eindämmungsmaßnahmenverordnung dargestellt.
Wichtigste geltende Verordnungen ohne deren Änderungen nach Geltungszeitraum:
| 14. März 2020                                       | 17. März 2020                                       | 18. März 2020                                                    | 22. April 2020                                                   | 23. April 2020                                                   | 25. Juni 2020                                                    | 26. Juni 2020                         | 16. Dezember 2020                     | 17. Dezember 2020                              | 6. März 2021                                   | 7. März 2021                                          | 28. März 2021                                         |
| --------------------------------------------------- | --------------------------------------------------- | ---------------------------------------------------------------- | ---------------------------------------------------------------- | ---------------------------------------------------------------- | ---------------------------------------------------------------- | ------------------------------------- | ------------------------------------- | ---------------------------------------------- | ---------------------------------------------- | ----------------------------------------------------- | ----------------------------------------------------- |
| SARS-CoV-2-Eindämmungsverordnung – SARS-CoV-2-EindV | SARS-CoV-2-Eindämmungsverordnung – SARS-CoV-2-EindV | SARS-CoV-2-Eindämmungsmaßnahmenverordnung – SARS-CoV-2-EindmaßnV | SARS-CoV-2-Eindämmungsmaßnahmenverordnung – SARS-CoV-2-EindmaßnV | SARS-CoV-2-Eindämmungsmaßnahmenverordnung – SARS-CoV-2-EindmaßnV | SARS-CoV-2-Eindämmungsmaßnahmenverordnung – SARS-CoV-2-EindmaßnV | SARS-CoV-2-Infektionsschutzverordnung | SARS-CoV-2-Infektionsschutzverordnung | SARS-CoV-2-Infektionsschutzmaßnahmenverordnung | SARS-CoV-2-Infektionsschutzmaßnahmenverordnung | Zweite SARS-CoV-2-Infektionsschutzmaßnahmenverordnung | Zweite SARS-CoV-2-Infektionsschutzmaßnahmenverordnung |
|                                                     |                                                     | Großveranstaltungsverbotsverordnung – GroßveranstVerbV           |                                                                  |                                                                  |                                                                  | SARS-CoV-2-Infektionsschutzverordnung | SARS-CoV-2-Infektionsschutzverordnung | SARS-CoV-2-Infektionsschutzmaßnahmenverordnung | SARS-CoV-2-Infektionsschutzmaßnahmenverordnung | Zweite SARS-CoV-2-Infektionsschutzmaßnahmenverordnung | Zweite SARS-CoV-2-Infektionsschutzmaßnahmenverordnung |

Außerdem galt vom 9. Mai bis 24. Juni 2020 eine Verordnung über Sonderbestimmungen für die Staatsprüfung für Lehrämter(GVBl 76. Jahrgang Nr. 20) und vom 28. Mai bis 30. September 2020 eine Änderung der Bauverfahrensverordnung(GVBl 76. Jahrgang Nr. 24).
Im Bildungsbereich wurden am 15. Juni die Verordnung zur Bewältigung der Folgen der COVID-19-Pandemie an den allgemeinbildenden Schulen in Berlin(GVBl 76. Jahrgang Nr. 29) und am 24. Juni die Verordnung zur Anpassung der Fristen für die Hochschulzulassung auf Grund der Auswirkungen der COVID-19-Pandemie(GVBl 76. Jahrgang Nr. 33) erlassen.
Am 13. Oktober wurde die Krankenhaus-Covid-19-Verordnung(GVBl 76. Jahrgang Nr. 46) erlassen.
Am 24. November wurde die Schul-Hygiene-Covid-19-Verordnung(GVBl 76. Jahrgang Nr. 55) mit einem Musterhygieneplan für die Schulen erlassen.

### Gesetzesänderungen
Neben erlassenen Verordnungen gab es auch Gesetzesänderungen, um sich an die Pandemie anzupassen. Am 14. Mai wurde die Bauordnung für Berlin(GVBl 76. Jahrgang Nr. 22) geändert, um Fristverlängerungen zu ermöglichen.
Am 11. Juni wurden das Landesabgeordnetengesetzes geändert und das Gesetz zur Anpassung des Abschlussverfahrens für die erweiterte Berufsbildungsreife und den mittleren Schulabschluss im Rahmen der SARS-CoV-2-Pandemie(GVBl 76. Jahrgang Nr. 29) beschlossen.
Am 28. September wurde das Gesetz zur Abmilderung der Folgen der COVID-19-Pandemie im Bereich des Hochschulrechts(GVBl 76. Jahrgang Nr. 44), unter anderem mit Regelungen zur Wertung und Zählung der Semester, beschlossen.

### Ausgangsbeschränkungen

17. März: Wenig Menschen am Brandenburger Tor

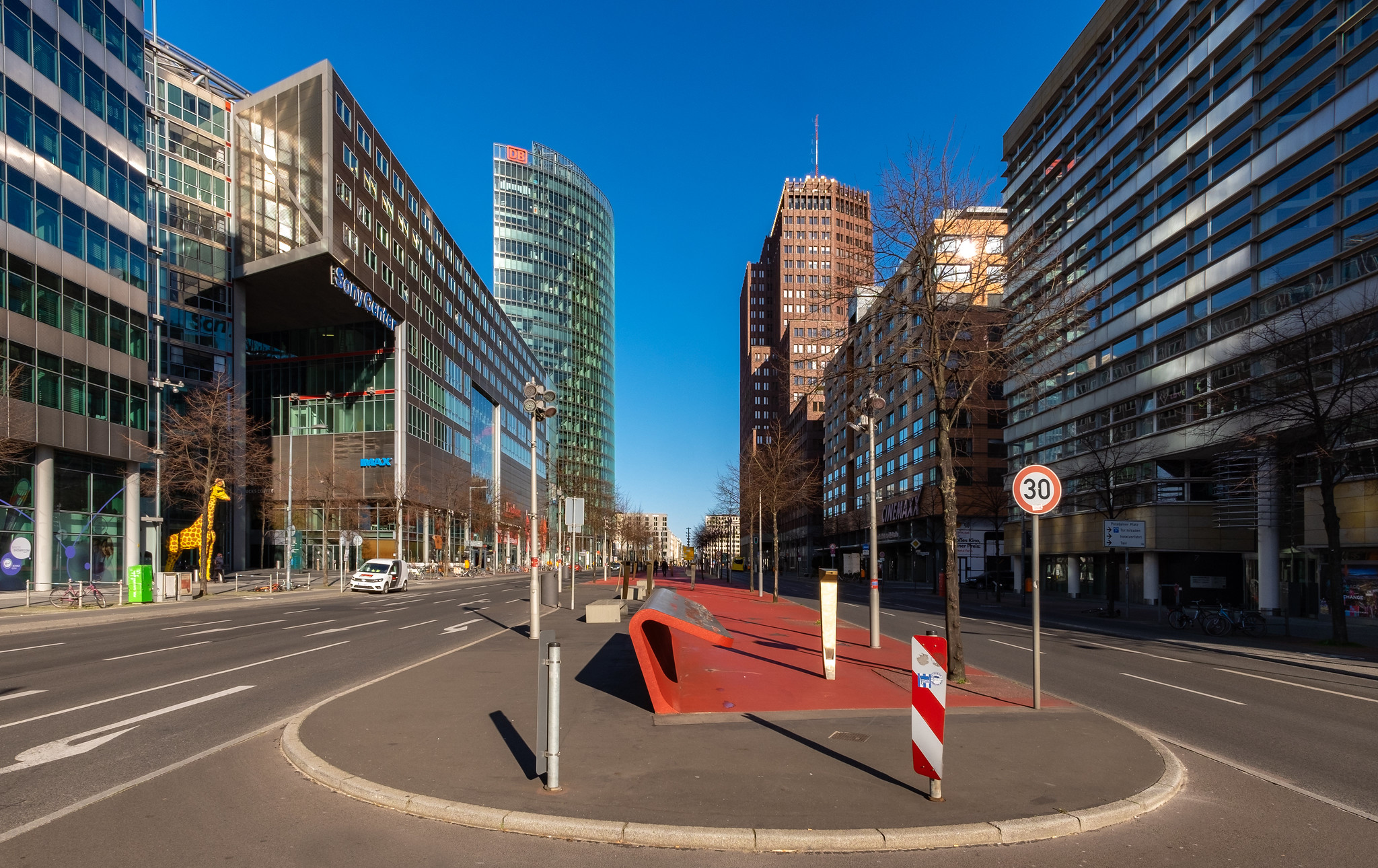
22. März: Potsdamer Straße, nahe Potsdamer Platz, weitgehend menschenleer

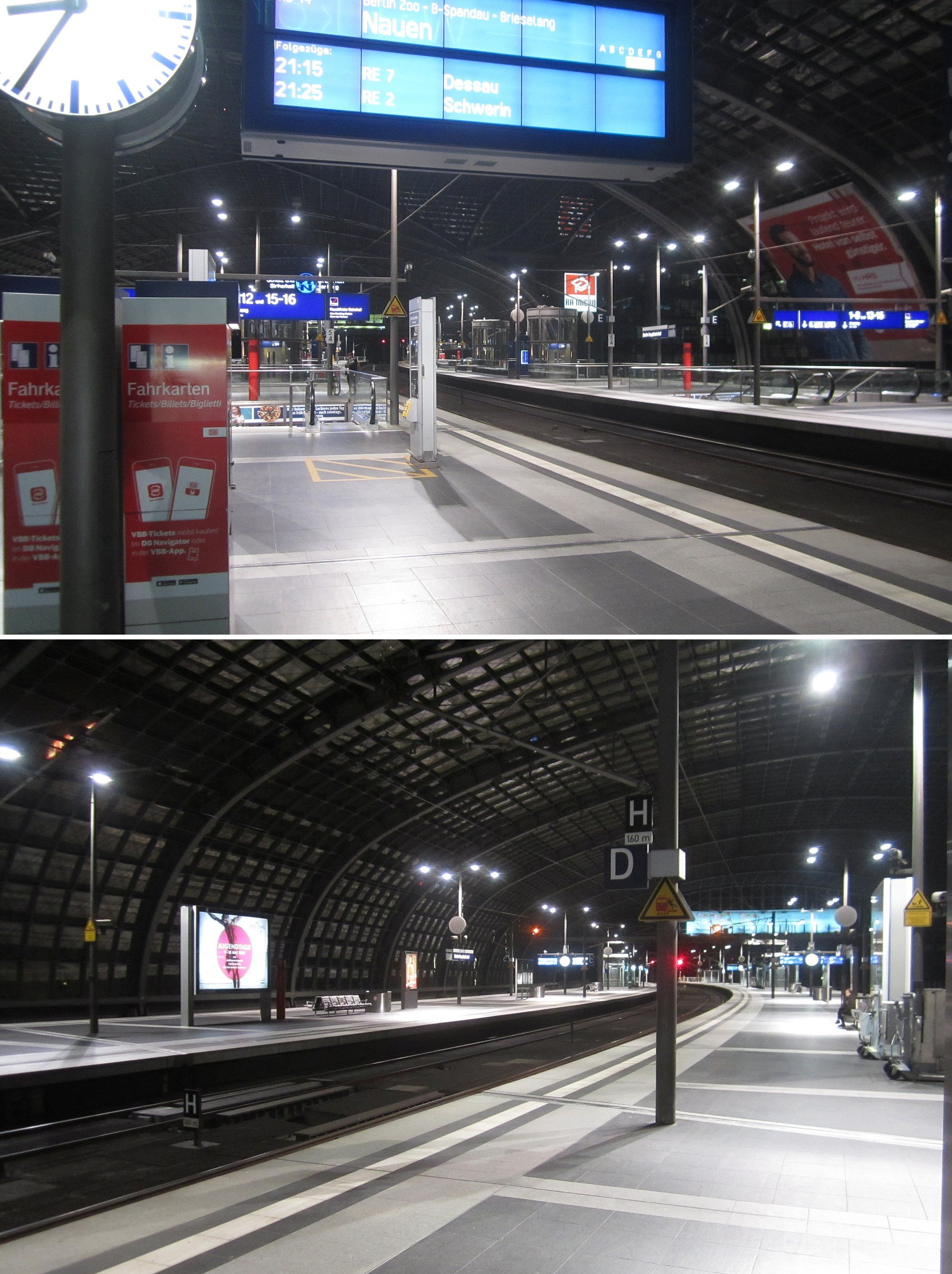
28. März: Berlin Hauptbahnhof, wenige Menschen befinden sich am Bahnsteig

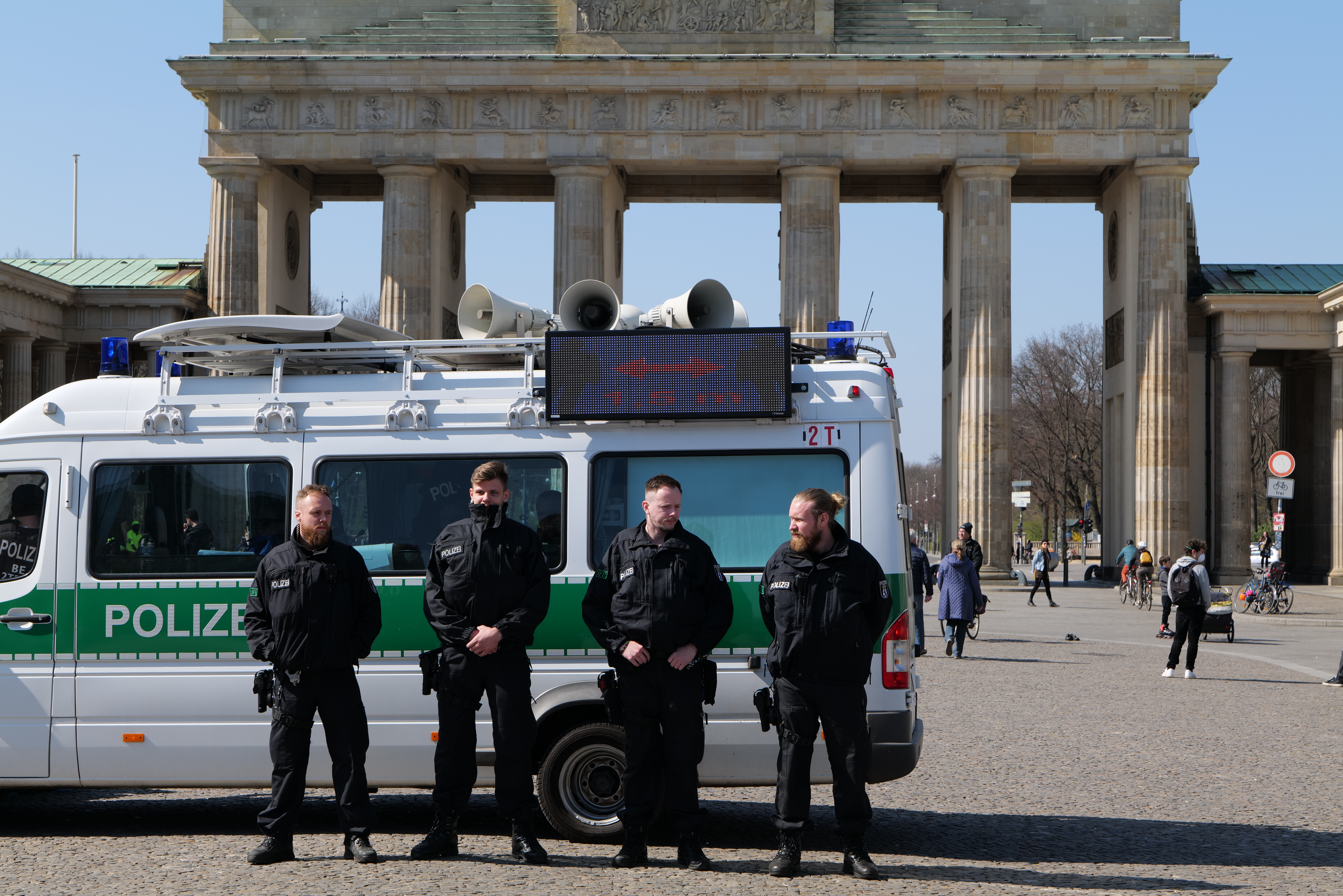
5. April: Die Polizei bittet am Brandenburger Tor darum, Abstand zu halten.

Der Senat erließ eine ab 23. März zunächst für zwei Wochen geltende Verordnung, die über das bundeseinheitliche Kontaktverbot hinaus bestimmt, dass sich in „Berlin […] befindliche Personen […] ständig in ihrer Wohnung oder gewöhnlichen Unterkunft aufzuhalten“ haben. Gründe für das Verlassen der Wohnung seien der Polizei bei Kontrollen „glaubhaft zu machen“ (§ 14 Absatz 2). Darunter fallen u. a. Arbeitstätigkeit, notwendige Einkäufe, Kinderbetreuung, Arztbesuche und Individualsport im Freien, insofern diese nicht durch andere Bestimmungen unzulässig sind (§ 14 Absatz 3). Auch das Verlassen oder Zurückkehren nach Berlin ist eine definierte Ausnahme (§ 14 Absatz 3). Die Verordnung beinhaltet zudem eine „Ausweispflicht“ genannte Mitführpflicht für ein Ausweisdokument (§ 17).
Wie Medien berichten, verweist die Berliner Polizei darauf, „dass zwar Bewegung und Sport draußen erlaubt seien, ebenso ein kurzes Ausruhen und Verweilen an einer Stelle. Aber das Niederlassen auf Decken, das Sonnen und längere Sitzen an einer Stelle draußen seien verboten“. Am 2. April wurde das Verbot entschärft: Sich maximal zu zweit oder mit Familienangehörigen, mit denen man einen Haushalt teilt, auf einer Decke in einem Park oder auf einer Parkbank „kurz“ auszuruhen, wurde zugleich mit der Einführung eines neuen Bußgeldkataloges wieder erlaubt. Ein Mindestabstand von fünf Metern ist einzuhalten, auf Parkbänken reicht ein Abstand von 1,50 Metern. Gleichzeitig wurde auch die Pflicht zur Mitführung eines Ausweises aufgehoben. Die Gewerkschaft der Polizei kritisierte die neuen Regelungen – es sei durch die entfallene Ausweismitführungspflicht nicht mehr nachweisbar, welche Personen zu einem Haushalt bzw. einer Familie gehörten und daher die Mindestabstände zueinander nicht einhalten müssten.
Aktuell (30. Mai 2020) gelten die Ausgangsbeschränkungen und die Maskenpflicht noch bis zum 4. Juli.

### Lockerungen
Am 27. April 2021 beschloss der Berliner Senat „Änderungen der Zweiten SARS-CoV-2 Infektionsschutzmaßnahmenverordnung“. Der geänderten landesrechtlichen Verordnung zufolge brauchen Berliner, die in den letzten sechs Monaten an Covid-19 erkrankt waren und genesen sind keinen Corona-Test mehr bei Friseur oder Einkauf vorweisen. Künftig sei ein positiver PCR-Test bei Genesenen ausreichend, der eine Infektion im letzten halben Jahr belegt; außerdem müssen diese Personen eine Impfung gegen Covid-19 erhalten haben. Damit sind Genesene – bei den derzeit bestehenden Regeln – in der deutschen Hauptstadt beim Einkaufen oder beim Gang zum Friseur den COVID-19-Geimpften, die vollständig geimpft sind und deren (zweite) Impfung gegen Covid-19 demzufolge mindestens 14 Tage zurückliegt und auch Negativ-Getesteten gleichgestellt.

### Rechtsprechung
Ein Berliner Anwalt klagte gegen die Festlegung in § 14 Satz 3 in der Sars-Cov-2-EindmaßnV, die von einem Rechtsanwaltstermin verlangt, „dringend erforderlich“ zu sein, um als Grund im Sinne der Verordnung für das Verlassen der eigenen Wohnung zu gelten. Der Anwalt sah darin den freien Zugang zu seinen Mandaten und seine Berufsfreiheit verletzt. Das Oberverwaltungsgericht Berlin-Brandenburg wies den Antrag, die Verordnung vorläufig außer Kraft setzen zu lassen, als unzulässig ab. Dem Gericht zufolge könnten Rechtsvorschriften unterhalb eines Landesgesetzes nur im Rahmen einer Normenkontrolle überprüft werden, sofern das Landesrecht dies vorsehe, was hier nicht der Fall sei. In der gleichen Sache wies das Verwaltungsgericht Berlin einen Eilantrag zurück, die Verordnung als rechtswidrig erklären zu lassen. Im Gegensatz zum Oberverwaltungsgericht entschied das Verwaltungsgericht in der Sache und befand, dass dem Anwalt keine schweren und unzumutbaren Nachteile drohen, und die Einschränkung angesichts des mit der Verordnung bezweckten „Schutzes der überragend wichtigen Schutzgüter Gesundheit und Leben“ gerechtfertigt und nicht unverhältnismäßig sei.
Am 5. April wurde bekannt, dass der Probst Gerald Goesche in Namen des Institut St. Philipp Neri am Verwaltungsgericht Berlin gegen das Verbot von Gottesdiensten geklagt hatte. Die Gemeinde wollte erreichen, dass sie künftig öffentliche Gottesdienste mit bis zu 50 Teilnehmern feiern darf. Sie wollte sich verpflichten, den durch die Ausgangsbeschränkungen in der Corona-Krise vorgegebenen Mindestabstand von 1,5 Metern unter den Besuchern zu gewährleisten. Außerdem sollten Namen, Adressen und Telefonnummern der Besucher festgehalten werden. Das Verwaltungsgericht Berlin wies die Klage am 7. April ab. Am 8. April 2020 bestätigte das Oberverwaltungsgericht Berlin-Brandenburg den klageabweisenden Beschluss des Verwaltungsgerichts. Nach Auffassung des Oberverwaltungsgerichts führt das Gottesdienstverbot nicht zu einer unverhältnismäßigen Einschränkung der Religionsfreiheit. Die Grundrechtseingriffe seien zum Schutz der hochrangigen Verfassungsgüter des Lebens und der Gesundheit gerechtfertigt.
Am 17. April wies das Verwaltungsgericht Berlin den Eilantrag einer Schülerin ab, wegen der potentiellen Ansteckungsgefahr den am 20. April beginnenden Abiturprüfungen fernbleiben zu dürfen.
Am 26. Mai entschied der Verfassungsgerichtshof des Landes Berlin in einer Eilentscheidung, dass für Verstöße gegen den allgemeinen Mindestabstand von 1,5 Metern vorläufig keine Bußgelder mehr erhoben werden dürfen. Gleiches gilt für das Gebot, die physischen sozialen Kontakte auf ein absolut nötiges Minimum zu reduzieren. Die Bußgeldvorschrift der Corona-Eindämmungsverordnung ist nun in diesen beiden Punkten außer Kraft gesetzt, bis ein Urteil zur Verfassungsbeschwerde ergeht, höchstens jedoch für sechs Monate.

### Maskenpflicht
Am 6. April 2020 forderte die AfD im Gesundheitsausschuss des Berliner Abgeordnetenhauses die Einführung einer Maskenpflicht. Der Regierende Bürgermeister Berlins, Michael Müller, lehnte noch am 16. April 2020 eine Maskenpflicht ab. Dennoch beschloss der Senat von Berlin am 21. April eine Maskenpflicht ab dem 27. April. Im Unterschied zu anderen Bundesländern galt die Maskenpflicht zunächst nicht für den Einzelhandel, sondern nur für Busse, Straßenbahnen, S- und U-Bahnen. Zunächst wurde kein Bußgeld für die Verletzung der Maskenpflicht festgelegt. Seit dem 29. April 2020 besteht auch eine Maskenpflicht im Einzelhandel. Am 23. Juni wurde die Einführung eines Bußgeldes zum 27. Juni bekanntgegeben; wer die Maskenpflicht in öffentlichen Verkehrsmitteln nicht befolgt, muss 50 bis 500 Euro zahlen.
Bildungssenatorin Sandra Scheeres (SPD) kündigte am 30. Juli 2020 eine Maskenpflicht an Schulen an. Das neue Schuljahr begann in Berlin am 10. August. Am 8. August forderten Elternvertreter in Berlin eine Maskenpflicht auch während des Unterrichts.
Mit Inkrafttreten der achten Änderung der SARS-CoV-2-Infektionsschutzverordnung am 24. Oktober 2020 wird das Tragen einer Maske an belebten Orten und solchen, an denen die Einhaltung des Mindestabstands nicht möglich ist, empfohlen. Eine Maskenpflicht gilt außer in Bürogebäuden und geschlossenen Einkaufszentren und Läden nun auch auf Märkten und in Warteschlangen, sowie generell auf den weiter unten aufgeführten Straßen und Plätzen.

#### Öffentliche Straßen und Plätze mit einer Maskenpflicht
Mit der achten Änderung der SARS-CoV-2-Infektionsschutzverordnung gilt seit dem 24. Oktober 2020 eine Maskenpflicht auf folgenden Straßen, Plätzen und Bereichen:
- Tauentzienstraße in den Ortsteilen Charlottenburg und Schöneberg
- Wilmersdorfer Straße im Ortsteil Charlottenburg
- Kurfürstendamm in den Ortsteilen Wilmersdorf und Charlottenburg
- Altstadt Spandau
- Schloßstraße im Ortsteil Steglitz
- Bergmannstraße im Ortsteil Kreuzberg
- Friedrichstraße im Ortsteil Mitte
- Karl-Marx-Straße im Ortsteil Neukölln
- Bölschestraße im Ortsteil Friedrichshagen
- Alte Schönhauser Straße im Ortsteil Prenzlauer Berg

Ab dem 31. Oktober 2020 werden mit der neunten Änderung der SARS-CoV-2-Infektionsschutzverordnung folgende Orte ergänzt:
- Alte Schönhauser Straße im Ortsteil Mitte
- Hermannstraße im Ortsteil Neukölln
- Karl-Liebknecht-Straße im Ortsteil Mitte
- Rathausstraße im Ortsteil Mitte
- Sonnenallee im Ortsteil Neukölln
- Turmstraße im Ortsteil Moabit
- Alexanderplatz
- Bebelplatz
- Boxhagener Platz
- Breitscheidplatz
- Europaplatz
- Hardenbergplatz
- Hermannplatz
- Lausitzer Platz
- Leipziger Platz
- Olympischer Platz, sofern dort oder im Olympiastadion Veranstaltungen, insbesondere Fußballspiele, stattfinden
- Pariser Platz
- Potsdamer Platz
- Rosa-Luxemburg-Platz
- Rosenthaler Platz
- Washingtonplatz
- Wittenbergplatz
- Hackescher Markt
- Kottbusser Tor
- Lustgarten

## In den Bezirken

2020-05-31: Fälle pro 100000

Die Inzidenz war von März bis Oktober 2020 in den Innenstadtbezirken höher als im Landesdurchschnitt und insbesondere im Osten niedriger.
Am 2. Oktober wurde der Bezirk Mitte als erster Berliner Bezirk von Schleswig-Holstein als Risikogebiet eingestuft.
| Bezirk                     | Best. Infektionen | Inzidenz |
| -------------------------- | ----------------- | -------- |
| Charlottenburg-Wilmersdorf | 1863              | 542,2    |
| Friedrichshain-Kreuzberg   | 1950              | 671,5    |
| Lichtenberg                | 971               | 330,0    |
| Marzahn-Hellersdorf        | 841               | 311,5    |
| Mitte                      | 3120              | 808,8    |
| Neukölln                   | 2807              | 850,8    |
| Pankow                     | 1568              | 383,1    |
| Reinickendorf              | 1391              | 522,1    |
| Spandau                    | 1049              | 427,8    |
| Steglitz-Zehlendorf        | 1234              | 398,0    |
| Tempelhof-Schöneberg       | 1975              | 562,7    |
| Treptow-Köpenick           | 767               | 280,2    |
| Summe                      | 19536             | 518,3    |

### Inzidenz je Bezirk
7-Tage-Inzidenz der Infektionen je Berliner Bezirk
(nach Daten des LAGeSo Berlin)

### Bezirk Mitte

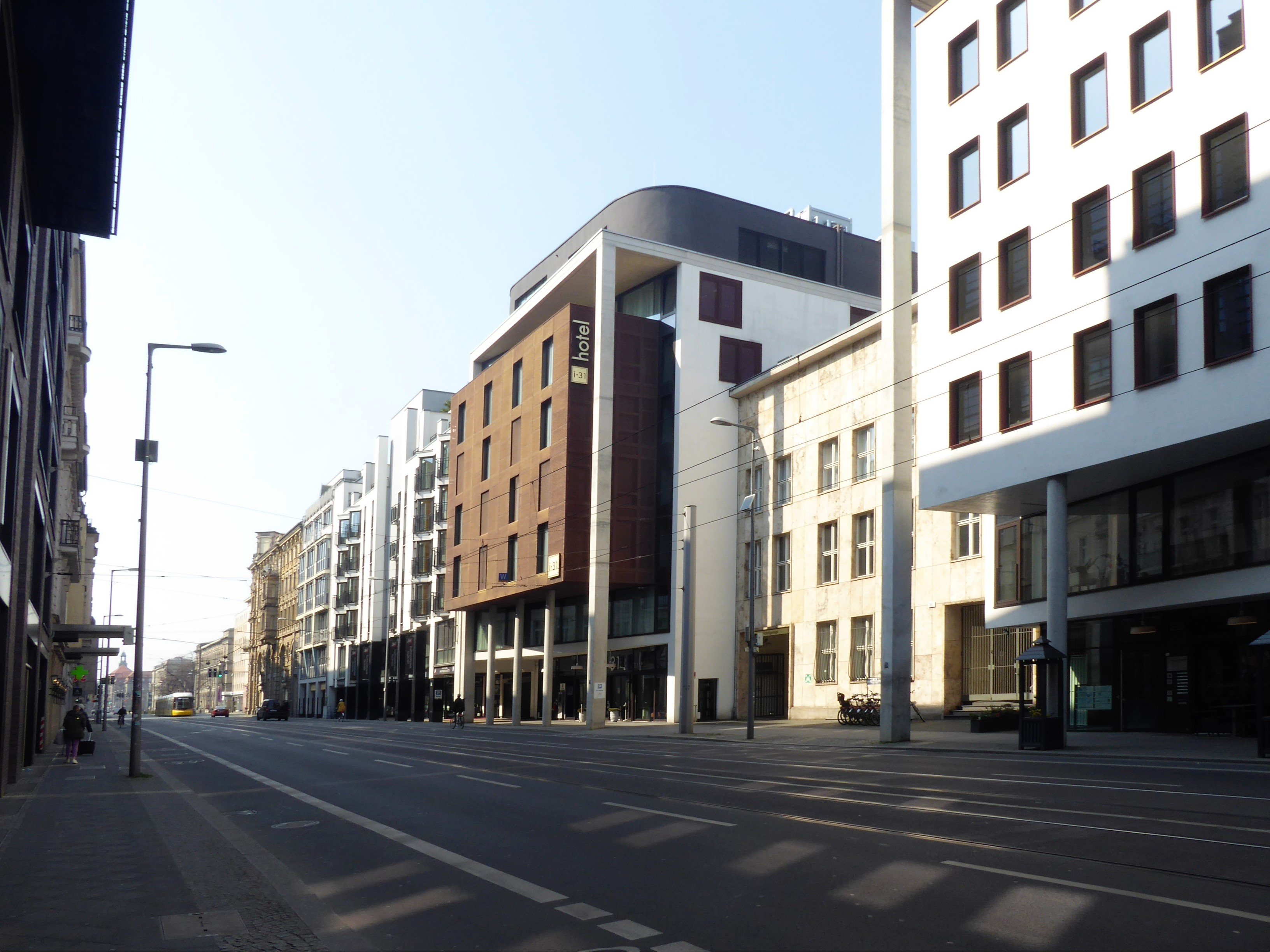
Samstag, 28. März 12:07 Invalidenstraße in Berlin-Mitte

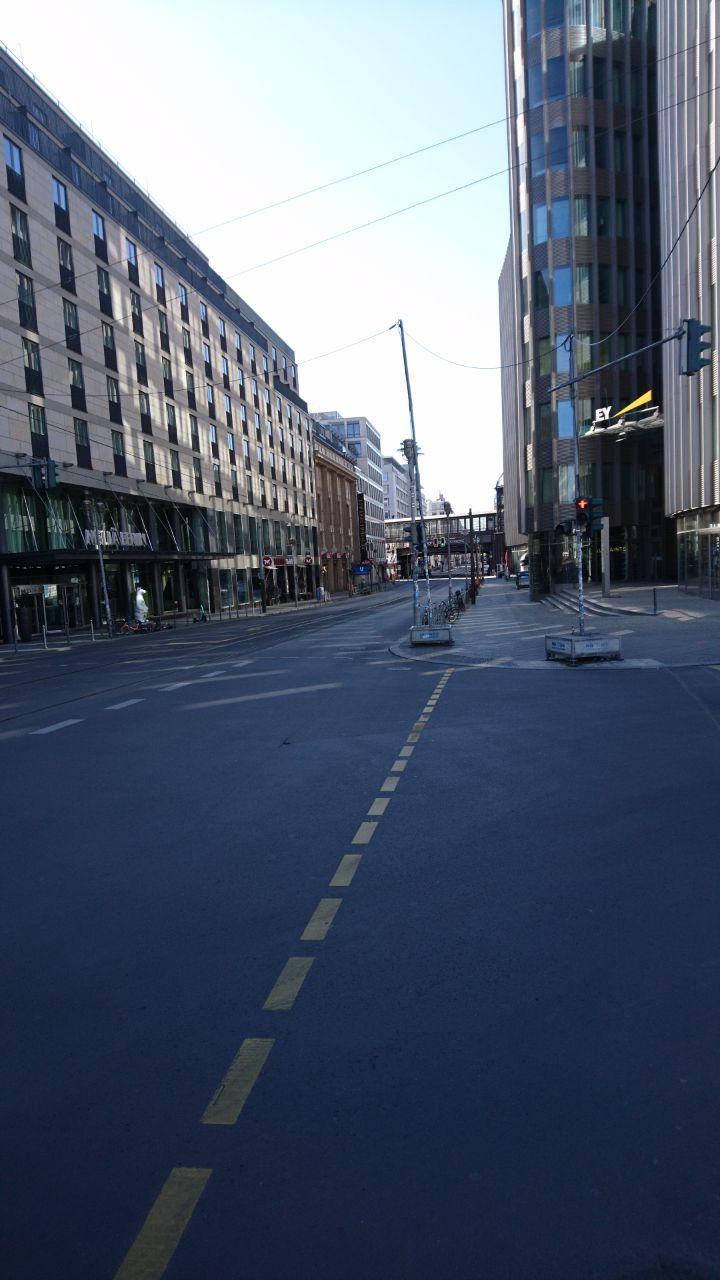
Freitag, 10. April, Friedrichstraße in Berlin-Mitte

Am 9. März bestätigte die Gesundheitsverwaltung, dass bei 17 Personen, die am 29. Februar in dem Club Trompete am Lützowplatz in Berlin-Tiergarten im Bezirk Mitte gefeiert hatten, das Coronavirus nachgewiesen wurde. Neun der bis 10. März Dienstagmittag bekannten 48 Berliner „Covid-19-Erkrankten“ hatten am 27. Februar im Berliner Club The Reed nahe dem Alexanderplatz gefeiert. Der Bezirksbürgermeister von Mitte, Stephan von Dassel (Grüne), ordnet am 10. März 2020 keine Clubschließung an, sondern teilt mit, es bräuchte ein abgestimmtes Vorgehen aller Bezirke.
Am 17. März 2020 per Pressemitteilung Nr. 091/2020, Titel „Spielplätze im Bezirk geschlossen“ teilt Bezirksstadträtin Sabine Weißler mit: „Angesichts der aktuellen Entwicklungen und auf Grundlage der am 16. März 2020 getroffenen Vereinbarung zwischen der Bundesregierung und den Bundesländern zur Eindämmung der Coronavirus-Pandemie bleiben die Kinderspielplätze im Bezirk Mitte mit sofortiger Wirkung geschlossen.“
Am 18. März 2020 hatte laut RBB24 der Bezirk Mitte für „sämtliche Spiel- und Bolzplätze […] die sofortige Schließung beschlossen“.
Am 20. März 2020 wurde durch Bezirksstadträtin Sabine Weißler eine Allgemeinverfügung zur Sperrung öffentlicher Spielplätze erlassen und als nicht barrierefreies PDF-Dokument auf der Webseite des Straßen- und Grünflächenamtes Mitte verlinkt-
In einem am 1. April 2020 erschienenen Interview erklärte der Bezirksbürgermeister Stephan von Dassel: „Ich habe mich fast schon bewusst infiziert, weil ich meine Freundin nicht in der Quarantäne allein lassen wollte“.
Anfang Juli 2020 hatte der Bezirk Mitte mit 28,1 Fällen pro 100.000 Einwohnern laut Robert-Koch-Institut das zweithöchste Infektionsgeschehen Deutschlands. Laut Amtsarzt Lukas Murajda war Mitte schon „immer der Bezirk mit der höchsten Fallzahl, weil wir sehr aktiv bei der Suche sind“.
Am Freitag, den 17. Juli wurde das Gesundheitsamt Mitte über Corona-Fälle im „Mio“ am Alexanderplatz informiert, aber erst am folgenden Mittwoch, den 22. Juli öffentlich nach weiteren Gästen gesucht, das Bezirksamt teilte dazu mit: „Die Übermittlung der Kontaktliste dauerte allein drei Tage.“ in der Nacht vom 10. zum 11. Juli soll ohne Einhaltung der Abstandsregeln gefeiert worden sein.
Nach Berichten im RBB-Fernsehen über massenhafte Verstöße im Bereich Torstr./Rosenthaler Platz kündigte von Dassel Ende Juli an die Kontrollen zu verstärken.
Am 22. Juli weist von Dassel die Kritik, dass das Ordnungsamt nicht vor Ort gewesen sei, als angeblich falsch zurück und führt aus: „Wir sind allerdings ausgetrickst worden. Das Ordnungsamt stand vor der Tür und die Hälfte der Gäste ging in den Hinterhof.“ Außerdem habe die Schicht der Ordnungsamtsmitarbeiter um 23.30 Uhr geendet. Er teilt auch mit „Das sind einfach Situationen, wo ein Pandemiegeschehen wirklich wieder explodieren kann – und das müssen wirklich alle wissen, die da hingehen“ und „Ich kann versichern, das wird auf Dauer nicht toleriert.“
Am 31. Juli wurde berichtet, dass Senatorin Kalayci im RBB mitgeteilt habe, dass sich Reiserückkehrer aus Risikogebieten von der folgenden Woche an auch am Hauptbahnhof auf das Coronavirus testen lassen können. Die Senatsverwaltung teilte weiterhin mit, dass diese Tests verpflichtend seien, sollte bis dahin eine entsprechende Verordnung der Bundesregierung ergehen.
Am 17. August wurde im Hauptbahnhof eine COVID-19-Teststelle für Reiserückkehrer, die keine Corona-Symptome zeigen eingerichtet. Sie befand sich im 1. Untergeschoss des Hauptbahnhofs am geplanten Zugang zur U5 unter dem Europaplatz und war montags bis samstags von 6 bis 23 Uhr und sonntags von 8 bis 23 Uhr geöffnet.
Das Ordnungsamt Mitte führte mehrere Kontrollen am Rosenthaler Platz durch. An der Bar „Mein Haus am See“ feierten im Sommer „Hunderte dicht gedrängt und ohne Maske“
Am 3. September 2020 meldete das Bezirksamt „Für 35 Einrichtungen und Ereignisse, davon vier Schulen, fünf Arztpraxen und eine Sexparty, wurden Infektionskontakte gemeldet, die das Potenzial für ein Super-Spreading-Ereignis haben.“ Das Gesundheitsamt Mitte hatte 476 Kontaktpersonen erfasst, von denen bei 14 (4 %) eine Infektion mit dem SARS-CoV-2-Virus festgestellt wurde. Für 442 Personen wurde eine Quarantäne angeordnet.
Im September und Oktober wurden an verschiedenen Wochenenden in der Nacht der James-Simon-Park und der Weinbergspark geräumt, da sich dort hunderte Personen versammelt hatten.
Laut RKI Bericht vom 2. Oktober 2020 überschritten vier Kreise in Deutschland bei der 7-Tage-Inzidenz den Wert von 50, darunter aus Berlin als einziger der als Stadtkreis geführte Bezirk Mitte. Unter den vier Gebieten ist der Bezirk Mitte das einzige, bei dem die Fälle nicht größtenteils konkreten Ereignissen zugeordnet werden können. Im RKI Bericht heißt es: „Im SK Berlin-Mitte handelt es sich um ein diffuses Geschehen, getragen von jungen, international Reisenden und Feiernden, die sich unterwegs bzw. auch auf Partys anstecken und diese Infektionen dann in ihren Haushalten und Familien verbreiten.“
Am 2. Oktober 2020 war der Bezirk Mitte der erste Berliner Bezirk der von Schleswig-Holstein neben drei anderen Gebieten in Deutschland zum Risikogebiet erklärt wurde.
Am 7. Oktober 2020 hat das Gesundheitsamt Mitte eine Allgemeinverfügung erlassen, die bestimmt, dass sich Kontaktpersonen der Kategorie I, Verdachtspersonen und positiv getestete in Isolation begeben müssen. Sie tritt am 12. Oktober 2020 in Kraft und mit Ablauf des 30. November 2020 außer Kraft, vorbehaltlich einer Verlängerung über den 30. November 2020 hinaus.
Am 10. Oktober 2020 schloss der Bezirk „eine bekannte Bar auf der Bezirksgrenze zwischen Mitte und Pankow wegen Verstößen gegen die Infektionsschutzverordnung […] Diese Bar war bereits in der Vergangenheit auffällig geworden. Gegen den Betreiber wurde ein Bußgeld in Höhe von 5000 Euro verhängt.“ Nach Informationen der Morgenpost handelte es sich um die „Neue Odessa Bar“ in der Torstraße.
Am 11. Oktober überschritt der Bezirk laut RKI-Bericht bei der 7-Tage-Inzidenz den Wert von 100 und war deutschlandweit nach dem Bezirk Neukölln das RKI-Berichtsgebiet mit der zweithöchsten Inzidenz.
Am 12. Oktober 2020 teilte der Bezirksstadtrat für Stadtentwicklung, Soziales und Gesundheit, Ephraim Gothe durch eine Pressemitteilung mit: „Mithilfe von Quarantäne-Maßnahmen ist es gelungen, den Anstieg der Zahl der Neuinfektionen mit dem Coronavirus erheblich zu verlangsamen.“ Weiterhin wird mitgeteilt, dass das Gesundheitsamt Mitte eine Allgemeinverfügung erlassen habe „um noch schneller und unkomplizierter gegen die Verbreitung des Virus vorgehen zu können“. Die Allgemeinverfügung ist dabei jene vom 7. Oktober 2020 An diesem Tage berichtet auch die Presse über die Allgemeinverfügung.
Mit der Achten Verordnung zur Änderung der SARS-CoV-2-Infektionsschutzverordnung vom 20. Oktober 2020 wird für die Friedrichstraße im Ortsteil Mitte eine Mund-Nasen-Schutzpflicht eingeführt. Ebenso für eine „Alte Schönhauser Straße im Ortsteil Prenzlauer Berg“.
Am 23. Oktober 2020 fordert Stephan von Dassel „schärfere Strafen für Bars, Kneipen und Restaurants, die sich nicht an die Corona-Auflagen halten“.
Am 30. Oktober 2020 teilen Bezirksbürgermeister Stephan von Dassel und der stellvertretende Bezirksbürgermeister sowie Bezirksstadtrat für Gesundheit Ephraim Gothe im „Wochenbericht zur Corona-Lage in Mitte (43. KW)“ mit: „Um den Bürgerinnen und Bürgern in Mitte einen transparenten Überblick über die Bekämpfung der SARS-CoV2-Pandemie zu geben, veröffentlicht das Bezirksamt Mitte einen wöchentlichen Bericht mit Zahlen aus dem Gesundheitsamt und dem Ordnungsamt.“ Zu Zahlen vom Gesundheitsamt heißt es am Ende: „Aufgrund der hohen Infektionszahlen und des hohen Arbeitsaufkommens in der Pandemiebekämpfung sind Zahlen aus dem Gesundheitsamt für die 43. KW leider nicht möglich.“
Mit der Neunten Verordnung zur Änderung der SARS-CoV-2-Infektionsschutzverordnung vom 27. Oktober 2020 entfällt die Mund-Nasen-Schutzpflicht für die „Alte Schönhauser Straße im Ortsteil Prenzlauer Berg“, erweitert wird sie im Bezirk Mitte auf folgende Orte:
- Alte Schönhauser Straße im Ortsteil Mitte
- Karl-Liebknecht-Straße im Ortsteil Mitte
- Rathausstraße im Ortsteil Mitte
- Turmstraße im Ortsteil Moabit
- Alexanderplatz
- Bebelplatz
- Europaplatz
- Leipziger Platz
- Pariser Platz
- Potsdamer Platz
- Rosa-Luxemburg-Platz
- Rosenthaler Platz
- Washingtonplatz
- Hackescher Markt
- Lustgarten

Zum 2. November schloss die Mitte August im Hauptbahnhof eingerichtete Corona-Teststelle.
Am 10. November wurde an der Charité im Campus Mitte ein Corona-Notdienst („KV-COVID-Notdienstpraxis“) eingerichtet mit dem die Kassenärztliche Vereinigung (KV) Berlin und die Charité die Zentrale Notaufnahme der Charité Mitte und die Praxen im Einzugsbereich entlasten wollen.
Außerdem wurde am 10. November berichtet, dass der Bezirk Mitte eine von vier Regionen in Deutschland sei, die an der RKI-Studie „Corona-Monitoring lokal“ teilnehmen. In einer web.archive.org Version der RKI-Seite vom 1.11. mit „Stand: 18.09.2020“ hieß es „der vierte Ort steht noch nicht fest“. In einer Version mit „Stand: 03.11.2020“ heißt es „sowie Berlin-Mitte“
Am 14. November 2020 überschritt der Bezirk laut RKI-Bericht bei der 7-Tage-Inzidenz den Wert von 300 und war deutschlandweit mit 325,9 das RKI-Berichtsgebiet mit der vierthöchsten Inzidenz. Am 15. und 16. lag der Bezirk mit 359,9 deutschlandweit auf Platz 2.
Am 16. November 2020 teilte das Bezirksamt in einer Pressemitteilung die Teilnahme des Bezirks an der RKI-Studie „Corona-Monitoring lokal“ mit. Die Studienleiterin Claudia Santos-Hövener teilte im Rathaus Tiergarten mit: „In Mitte gibt es ein aktives Infektionsgeschehen, das diffuser ist, als in vielen anderen Gemeinden. Zudem befinden wir uns mitten in der zweiten Welle. In den anderen Ortschaften konnten die Ausbrüche größtenteils auf das Frühjahr zurückgeführt werden“. Bezirksbürgermeister Stephan von Dassel war einer der ersten Probanden, der sich in einem speziellen Testbus Blut abnehmen ließ.

### Bezirk Neukölln
Anfang Oktober war der Bezirk Neukölln nach dem Bezirk Mitte der zweite Berliner Bezirk, der von Schleswig-Holstein zum Risikogebiet erklärt wurde.

### Bezirk Friedrichshain-Kreuzberg
Das Bezirksparlament lehnt eine von SPD und CDU befürwortete Hilfe bei der Pandemiebekämpfung durch die Bundeswehr im Bezirk, welche in allen anderen Bezirken stattfindet, ab.
Am 7. Oktober lehnte auch das Bezirksamt Bundeswehrhilfe ab. Bezirksbürgermeisterin Monika Herrmann (Grüne) teilte mit, dass das BA in der Kontaktnachverfolgung auf mittelfristigen Personalaufwuchs statt kurzfristige Hilfe setzen würde. Das Gesundheitsamt habe in den vergangenen Monaten bereits 17 Personen für ein Jahr befristet eingestellt, weitere 4 würden in den nächsten Wochen folgen, auch seien 25 Honorarkräfte und 2 Mitarbeiter des Robert-Koch-Instituts in der Nachverfolgung involviert.
Am 28. Oktober lehnt die BVV die Beantragung von Bundeswehrhilfe erneut ab.
Am 30. Oktober lag laut RKI Bericht der Bezirk mit 241,8 in Deutschland auf Platz 8 bei der 7-Tage-Inzidenz und lag mit diesem Wert im Berliner Vergleich der höchsten Werte vor Neukölln auf Platz 1.
Am 1. November teilte Bettina Jarasch, Spitzenkandidatin der Berliner Grünen, bei einer Sondersitzung im Abgeordnetenhaus mit, dass Soldaten nun doch auch in diesem Bezirk helfen sollen. Sie würden demnach bei der Testung von Verdachtsfällen unterstützen. Bei der Kontaktnachverfolgung von Infektionsketten solle das Gesundheitsamt weiterhin nicht unterstützt werden, teilte Bezirksbürgermeisterin Monika Herrmann (Bündnis 90/Die Grünen) auf Anfrage von rbb|24 mit.
Am 2. November lag laut RKI Bericht der Bezirk mit einem Wert von 277,2 deutschlandweit auf Platz 5.
Am 3. November wurde berichtet, dass der Bezirk keine Amtshilfe beantragt habe, und die 4 Bundeswehrsoldaten, die ab 4. November helfen sollen, daher aus einem Kontingent der Senatsverwaltung für Inneres und Sport stammen und aus dem Bezirk Mitte abgezogen werden